# Ferdinand Ďurčanský
Ferdinand Ďurčanský (18. prosince 1906 Rajec – 15. března 1974 Mnichov) byl slovenský politik HSĽS, doktor práv a majitel továrny v Hlohovci.

## Biografie
V období říjen – prosinec 1938 působil jako ministr spravedlnosti, sociální péče a zdravotnictví v autonomní vládě Slovenska (první vláda Jozefa Tisa). V prosinci 1938 byl zvolen do Snemu Slovenskej krajiny. Od prosince 1938 do ledna 1939 zastával v druhé vládě Jozefa Tisa post ministra dopravy a veřejných prací, v této funkci zůstal i v třetí vládě Jozefa Tisa, dokud nebyla tato vláda 9. března 1939 sesazena v rámci tzv. Homolova puče. Durčanský poté uprchl do Vídně a protestoval, že svržení vlády bylo protiústavní.
V den vzniku Slovenského štátu (14. března 1939) byl jmenován do funkce slovenského ministra zahraničí (čtvrtá vláda Jozefa Tisa a vláda Vojtecha Tuky). Ve funkci ministra zahraničí nově vzniklého státu vybudoval fungující úřad a v krátké době zřídil vyslanectví v mnoha zemích světa. Vládní post si udržel až do července 1940, když byl v rámci tzv. salcburských jednání na nátlak Adolfa Hitlera z této funkce odvolán. Nadále však patřil k horlivým stoupencům klerikálně fašistického režimu na Slovensku. Po válce uprchl do Rakouska, odtud přes Švýcarsko do Říma. 18. září 1946 byl zapsán na listinu válečných zločinců při Komisi Spojených národů v Londýně.
V roce 1947 byl v nepřítomnosti odsouzen Národním soudem k trestu smrti jako válečný zločinec. Tentýž rok emigroval do Argentiny. Roku 1952 se vrátil do Mnichova, kde roku 1974 zemřel.